# 村田佳子
村田 佳子（むらた よしこ、1972年（昭和47年） - ）は、山形県鶴岡市出身の、エッセイスト、生涯学習開発財団認定コーチ。

## 略歴
- 1972年（昭和47年）、山形県鶴岡市に生れる。
- 筑波大学体育専門学群健康教育学領域卒業。
- オーストラリアに留学する。
- GEOS・英会話講師
- CBS・長野五輪・ホスピタリティスタッフ
- 1998年（平成10年）、国際協力機構筑波国際センターで、医療コーディネーター
- 2006年（平成18年）7月、荘内日報に、エッセイ『異文化と心通わせ』を連載開始。
  - 国際協力機構・広報グランプリ2006メディア部門入賞
- 2008年（平成20年）10月11日、山形県立鶴岡中央高等学校で講演を行う。
- 2009年（平成21年）、現在、（株）コーチングシステムズに勤務。

## 著作物
エッセイ
- 『異文化と心通わせ』 2006年7月～ 荘内日報の月曜夕刊に連載。